# Copa Argentina 2011-12
La Copa Argentina de Futbol 2011/12 va constituir la tercera edició d'aquesta competició oficial organitzada per l'Associació del Futbol Argentí. Va comptar amb la participació de 186 equips, tots els que disputaven els tornejos de Primera Divisió, Primera B Nacional, Primera B, Primera C, Primera D, Torneig Argentí A i Torneig Argentí B, més dos equips de les províncies que no tenien participants en aquestes competicions (La Rioja i Terra del Foc).
És el primer campionat de Copa Argentina després de més de 40 anys d'haver-se interromput. El torneig va ser organitzat per l'agent comercial de la AFA, Santa Mónica, amb els mateixos auspiciants i un contracte amb la companyia Adidas.
Va consagrar-se campió el CA Boca Juniors, el qual va classificar-se per la segona fase de la Copa Sud-americana 2012 i per la disputa de la primera edició de la Supercopa Argentina, contra l'Arsenal FC, campió del Torneig Clausura 2012.

## Equips participants

### Primera Divisió
| All Boys          | Argentins Juniors | Arsenal       | Atlético de Rafaela |
| Banfield          | Belgrano          | Boca Juniors  | Colón               |
| Estudiantes (LP)  | Godoy Cruz        | Independiente | Lanús               |
| Newell's Old Boys | Olimpo            | Racing Club   | Sant Lorenzo        |
| San Martín (SJ)   | Tigre             | Unión (SF)    | Vélez Sarsfield     |

### Segona categoria

#### Primera B Nacional
| Aldosivi        | Almirante Brown    | Atlanta                 | Atlético Tucumán        |
| Boca Unidos     | Chacarita Juniors  | Defensa y Justicia      | Deportivo Merlo         |
| Desamparados    | Ferro Carril Oeste | Gimnasia y Esgrima (J)  | Gimnasia y Esgrima (LP) |
| Guillermo Brown | Huracán            | Independiente Rivadavia | Instituto               |
| Patronato       | Quilmes            | River Plate             | Rosario Central         |

### Tercera categoria

#### Primera B
| Acassuso         | Almagro           | Barracas Central       | Brown (A)         |
| Colegiales       | Comunicaciones    | Defensores de Belgrano | Deportivo Armenio |
| Deportivo Morón  | Estudiantes (BA)  | Flandria               | General Lamadrid  |
| Los Andes        | Nueva Chicago     | Platense               | San Telmo         |
| Sarmiento (J)    | Sportivo Italiano | Temperley              | Tristán Suárez    |
| Villa San Carlos |                   |                        |                   |

#### Torneig Argentí A
| Alumni (VM)        | Central Córdoba (SdE)        | Central Norte (S)           | Cipolletti      |
| CAI                | Crucero del Norte            | Defensores de Belgrano (VR) | Deportivo Maipú |
| Douglas Haig       | Gimnasia y Esgrima (CdU)     | Gimnasia y Tiro (S)         | Huracán (TA)    |
| Juventud Antoniana | Juventud Unida Universitario | Libertad (S)                | Racing (C)      |
| Racing (O)         | Rivadavia (L)                | San Martín (T)              | Santamarina     |
| Sportivo Belgrano  | Talleres (C)                 | Tiro Federal (R)            | Unión (MdP)     |
| Unión (S)          |                              |                             |                 |

### Quarta categoria

#### Primera C
| Argentino (M)     | Berazategui       | Cambaceres  | Central Córdoba (R) |
| Defensores Unidos | Deportivo Español | Dock Sud    | El Porvenir         |
| Excursionistas    | J.J. Urquiza      | Laferrere   | Leandro N. Alem     |
| Liniers           | Luján             | Midland     | Sacachispas         |
| San Miguel        | Talleres (RdE)    | UAI Urquiza | Villa Dálmine       |

#### Torneig Argentí B
| 9 de Julio (M)         | 9 de Julio (R)     | Altos Hornos Zapla            | Alvarado             |
| Alvear Foot Ball Club  | Atenas             | Atlético Concepción           | Atlético Paraná      |
| Atlético Policial      | Atlético San Jorge | Bella Vista                   | Ben Hur              |
| Boca Río Gallegos      | Chaco For Ever     | Colegiales (C)                | Complejo Deportivo   |
| Concepción Fútbol Club | Cruz del Sur       | Defensores de Pronunciamiento | Deportivo Madryn     |
| Deportivo Roca         | El Linqueño        | Estudiantes (RC)              | Ferro (O)            |
| General Paz Juniors    | Jorge Gibson Brown | Gimnasia y Esgrima (M)        | Grupo Universitario  |
| Guaraní Antonio Franco | Guaymallén         | Huracán de Comodoro           | Huracán Las Heras    |
| Independiente (T)      | Jorge Newbery (CR) | Jorge Newbery (VT)            | Juventud Alianza     |
| Juventud Unida (G)     | La Emilia          | Liniers (BB)                  | Maronese             |
| Mitre (SdE)            | Once Tigres        | Racing (T)                    | San Jorge (T)        |
| San Martín (F)         | San Martín (M)     | Sarmiento (SdE)               | Sarmiento (L)        |
| Sarmiento (R)          | Sportivo Del Bono  | Sportivo Las Heras            | Sportivo Las Parejas |
| Sportivo Patria        | Talleres (P)       | Textil Mandiyú                | Tiro Federal (M)     |
| Trinidad               | Unión (VK)         | Villa Cubas                   | Villa Mitre          |

### Cinquena categoria

#### Primera D
| Argentino de Quilmes | Argentino (R)     | Atlas          | Cañuelas          |
| Central Ballester    | Centro Español    | Claypole       | Deportivo Muñiz   |
| Deportivo Paraguayo  | Deportivo Riestra | Fénix          | Ituzaingó         |
| Juventud Unida (SM)  | Lugano            | San Martín (B) | Sportivo Barracas |
| Victoriano Arenas    | Yupanqui          |                |                   |

#### Torneig de l'Interior - equips convidats
| Atlético Riojano | Real Madrid (RG) |

### Distribució geogràfica dels equips
Un dels principals objectius d'aquesta copa és la federalització de la competència, fent participar equips de tot el país, per la qual cosa es va proposar que en la primera instància juguessin representants de cada província. Per aquesta raó es van convidar entitats de La Rioja i Terra del Foc, que no compten amb participants en cap de les categories de les quals procedeixen els equips.
| Regió                            | Equips |
| -------------------------------- | ------ |
| Ciutat de Buenos Aires           | 21     |
| Província de Buenos Aires        | 77     |
| Província de Catamarca           | 2      |
| Província del Chaco              | 2      |
| Província del Chubut             | 6      |
| Província de Córdoba             | 13     |
| Província de Corrientes          | 2      |
| Província d'Entre Ríos           | 7      |
| Província de Formosa             | 2      |
| Província de Jujuy               | 3      |
| Província de la Pampa            | 1      |
| Província de La Rioja            | 1      |
| Província de Mendoza             | 7      |
| Província de Misiones            | 3      |
| Província del Neuquén            | 1      |
| Província de Río Negro           | 3      |
| Província de Salta               | 3      |
| Província de San Juan            | 6      |
| Província de San Luis            | 1      |
| Província de Santa Cruz          | 1      |
| Província de Santa Fe            | 15     |
| Província de Santiago del Estero | 3      |
| Província de Terra del Foc       | 1      |
| Província de Tucumán             | 5      |
| Total                            | 186    |

## Format de la competència
Consta d'una Fase Inicial que es juga amb la seu definida per sorteig, en la qual participen la totalitat dels equips de la Primera B Metropolitana, la Primera C i la Primera D, reunits a la Zona A; i dels campionats organitzats pel Consell Federal, els tornejos Argentí A i Argentí B, sumats els dos equips guanyadors de la classificació prèvia, els que conformen la Zona B.
Complerta la Fase Inicial, de la qual sortiran 24 classificats, es desenvoluparà la Fase Final, a jugar-se en seus úniques, determinades per l'ens organitzador. En ella se sumaran els 20 clubs de la Primera B Nacional i els de Primera Divisió, fent un total de 64 equips.
Després de l'eliminatòria prèvia, que es va jugar a dos partits, cadascuna de les etapes es va definir per eliminació directa, a un sol partit. En totes les fases, si al final de la trobada el mateix va resultar igualat, es va decidir al guanyador mitjançant tirs des del punt penal.

## Classificació prèvia
Per disputar el contingent corresponent a les províncies que no tenen participants en cap de les categories, dos equips convidats de cadascuna d'elles van jugar una eliminatòria a partit d'anada i tornada.

### Terra del Foc
| Dates                       | Local anada                   | Puntaje global | Local volta          | Anada | Volta     |
| --------------------------- | ----------------------------- | -------------- | -------------------- | ----- | --------- |
| 17 de juliol - 24 de juliol | Los Cuervos del Fin del Mundo | 1 - 2          | Real Madrid (RG) (p) | 1-0   | 0-2 (2-4) |

### La Rioja
| Dates                       | Local anada          | Puntaje global | Local volta        | Anada | Volta     |
| --------------------------- | -------------------- | -------------- | ------------------ | ----- | --------- |
| 17 de juliol - 24 de juliol | (p) Atlético Riojano | 3 - 3          | Atlético Chilecito | 2-1   | 1-2 (4-3) |

## Fase inicial
Van participar d'ella un total de 146 equips, 59 directament afiliats, que van integrar la Zona Metropolitana, i 87 indirectament afiliats, agrupats a la Zona Interior.

### Primera eliminatòria
La van conformar equips de la Zona Metropolitana. Es van disputar nou partits entre els 18 equips de Primera D el dia 31 d'agost, i els guanyadors es van agregar a la Segona Eliminatòria.
| Data       | Local               | Resultat      | Visitant             |
| ---------- | ------------------- | ------------- | -------------------- |
| 31 d'agost | Victoriano Arenas   | 0 - 2         | Argentino de Quilmes |
| 31 d'agost | Atlas               | (4) 0 - 0 (5) | Claypole             |
| 31 d'agost | Ituzaingó           | 1 - 0         | Argentino (R)        |
| 31 d'agost | Lugano              | (4) 0 - 0 (5) | San Martín (B)       |
| 31 d'agost | Riestra             | 1 - 0         | Muñiz                |
| 31 d'agost | Cañuelas            | (5) 0 - 0 (3) | Centro Español       |
| 31 d'agost | Juventud Unida (SM) | 1 - 0         | Central Ballester    |
| 31 d'agost | Fénix               | 1 - 0         | Sportivo Barracas    |
| 31 d'agost | Yupanqui            | 2 - 0         | Deportivo Paraguayo  |

### Segona eliminatòria

#### Zona Metropolitana
La van disputar els 21 equips de la Primera B, els 20 equips de Primera C, i els 9 equips de Primera D guanyadors de la Primera Eliminatòria. Els 25 guanyadors juntament amb els 23 equips indirectament afiliats provinents de la Tercera Eliminatòria van passar a la Quarta Eliminatòria. Els partits es van disputar entre el 13 i el 21 de setembre.
| Data           | Local                  | Resultat      | Visitant             |
| -------------- | ---------------------- | ------------- | -------------------- |
| 14 de setembre | Acassuso               | 1 - 0         | Argentino de Quilmes |
| 14 de setembre | Barracas Central       | (3) 0 - 0 (0) | Claypole             |
| 14 de setembre | Nueva Chicago          | 2 - 0         | Ituzaingó            |
| 13 de setembre | Defensores de Belgrano | (4) 1 - 1 (2) | San Martín (B)       |
| 14 de setembre | Los Andes              | (2) 0 - 0 (4) | Riestra              |
| 21 de setembre | Deportivo Morón        | 2 - 0         | Cañuelas             |
| 21 de setembre | Platense               | 3 - 1         | Juventud Unida (SM)  |
| 13 de setembre | Sarmiento (J)          | (4) 1 - 1 (2) | Fénix                |
| 15 de setembre | Temperley              | 2 - 1         | Yupanqui             |
| 15 de setembre | Almagro                | (5) 0 - 0 (4) | Midland              |
| 14 de setembre | Deportivo Armenio      | 1 - 3         | Villa Dálmine        |
| 14 de setembre | Brown (A)              | 0 - 1         | Cambaceres           |
| 14 de setembre | Colegiales             | 1 - 0         | UAI Urquiza          |
| 14 de setembre | Comunicaciones         | (5) 0 - 0 (3) | Deportivo Español    |
| 14 de setembre | Estudiantes (BA)       | 1 - 0         | Defensores Unidos    |
| 14 de setembre | Flandria               | (2) 0 - 0 (4) | Sacachispas          |
| 14 de setembre | Sportivo Italiano      | 2 - 1         | Luján                |
| 20 de setembre | General Lamadrid       | (5) 1 - 1 (4) | Dock Sud             |
| 7 de setembre  | San Telmo              | 2 - 0         | San Miguel           |
| 21 de setembre | Villa San Carlos       | (4) 0 - 0 (5) | El Porvenir          |
| 14 de setembre | Tristán Suárez         | (5) 0 - 0 (4) | Leandro N. Alem      |
| 7 de setembre  | Argentino (M)          | 3 - 1         | Liniers              |
| 7 de setembre  | Talleres (RdE)         | (2) 1 - 1 (4) | Central Córdoba (R)  |
| 7 de setembre  | Excursionistas         | (8) 1 - 1 (7) | J.J. Urquiza         |
| 7 de setembre  | Laferrere              | (4) 2 - 2 (3) | Berazategui          |

#### Zona Interior
La van disputar 25 equips del Torneig argentí A, 60 equips del Torneig argentí B i 2 equips convidats de les províncies de La Rioja i Terra del Foc. Del total de 87 equips, 82 equips van competir entre si en aquesta instància, els dies 6, 7 i 8 de setembre, i els 41 equips guanyadors van passar a la Tercera Eliminatòria.
| Data          | Local                    | Resultat      | Visitant               |
| ------------- | ------------------------ | ------------- | ---------------------- |
| 7 de setembre | Boca Río Gallegos        | 2 - 0         | Real Madrid (RG)       |
| 7 de setembre | Deportivo Madryn         | 1 - 2         | Racing (T)             |
| 7 de setembre | Huracán de Comodoro      | 1 - 0         | Jorge Newbery (CR)     |
| 7 de setembre | Cipolletti               | 2 - 3         | Deportivo Roca         |
| 7 de setembre | Cruz del Sur             | 1 - 0         | Maronese               |
| 7 de setembre | Villa Mitre              | 1 - 0         | Alvear FBC             |
| 7 de setembre | Santamarina              | (5) 2 - 2 (3) | Bella Vista (BB)       |
| 8 de setembre | Unión (MdP)              | 2 - 0         | Liniers (BB)           |
| 7 de setembre | Alvarado                 | (3) 1 - 1 (2) | Independiente (T)      |
| 7 de setembre | Huracán (TA)             | (4) 0 - 0 (1) | El Linqueño            |
| 7 de setembre | Rivadavia (L)            | 2 - 0         | La Emilia              |
| 7 de setembre | Douglas Haig             | 2 - 1         | Ferro (O)              |
| 7 de setembre | Racing (O)               | 5 - 0         | Grupo Universitario    |
| 7 de setembre | Def. de Belgrano (VR)    | 2 - 0         | Once Tigres            |
| 7 de setembre | Juventud Unida (G)       | 0 - 1         | Atlético San Jorge     |
| 7 de setembre | Atlético Paraná          | (4) 1 - 1 (3) | Jorge Newbery (VT)     |
| 7 de setembre | Unión (S)                | (0) 1 - 1 (3) | 9 de Julio (R)         |
| 8 de setembre | Libertad (S)             | 2 - 0         | Ben Hur                |
| 7 de setembre | Colegiales(C)            | (1) 0 - 0 (4) | Sportivo Las Heras     |
| 8 de setembre | Gimnasia y Esgrima (CdU) | 3 - 2         | Defensores (P)         |
| 7 de setembre | Sportivo Patria          | 1 - 0         | Chaco For Ever         |
| 6 de setembre | Sarmiento (R)            | (4) 0 - 0 (3) | San Martín (F)         |
| 7 de setembre | Textil Mandiyú           | (2) 0 - 0 (3) | Guaraní Antonio Franco |
| 7 de setembre | Crucero del Norte        | (4) 0 - 0 (3) | Gibson Brown           |
| 7 de setembre | Tiro Federal (M)         | (5) 0 - 0 (4) | 9 de Julio (M)         |
| 7 de setembre | Talleres (C)             | 4 - 1         | General Paz Juniors    |
| 7 de setembre | Sarmiento (L)            | (3) 1 - 1 (2) | Complejo Deportivo     |
| 7 de setembre | Estudiantes (RC)         | (2) 1 - 1 (4) | Atenas (RC)            |
| 6 de setembre | Racing (C)               | 1 - 0         | Atlético Riojano       |
| 7 de setembre | Juventud Unida (SL)      | (5) 0 - 0 (3) | Gimnasia y Esgrima (M) |
| 7 de setembre | Alumni (VM)              | 3 - 1         | Sportivo Las Parejas   |
| 6 de setembre | Trinidad (SJ)            | 1 - 0         | Sportivo Del Bono      |
| 8 de setembre | Juventud Alianza (SJ)    | (4) 0 - 0 (5) | Unión (VK)             |
| 6 de setembre | Huracán Las Heras        | 1 - 2         | Guaymallén             |
| 8 de setembre | Deportivo Maipú          | (4) 0 - 0 (3) | San Martín (M)         |
| 7 de setembre | Atlético Policial        | 1 - 0         | Villa Cubas            |
| 8 de setembre | Central Córdoba (SdE)    | 2 - 1         | Mitre (SdE)            |
| 7 de setembre | Juventud Antoniana       | 1 - 0         | Concepción FC          |
| 7 de setembre | Gimnasia y Tiro (S)      | 2 - 0         | San Jorge (T)          |
| 7 de setembre | Altos Hornos Zapla       | (2) 0 - 0 (3) | Talleres (P)           |
| 7 de setembre | Sarmiento (SdE)          | 1 - 0         | Atlético Concepción    |

### Tercera eliminatòria
La van disputar equips de la Zona Interior. Als 41 equips guanyadors de la Segona Eliminatòria, se'ls van sumar els 5 equips de l'Argentí A, preestablerts per ser els de millor acompliment en l'últim torneig de la categoria, que no van tenir competència en aquesta instància. Van totalitzar així 46 equips, que van ser sortejats i van competir entre si entre el 13 i el 21 de setembre amb la finalitat de determinar 23 equips guanyadors, que van passar a la Quarta Eliminatòria, amb els 25 equips directament afiliats provinents de la Segona Eliminatòria de la Zona Metropolitana.
| Data           | Local                    | Resultat      | Visitant               |
| -------------- | ------------------------ | ------------- | ---------------------- |
| 14 de setembre | Racing (T)               | (4) 0 - 0 (3) | Boca Río Gallegos      |
| 14 de setembre | CAI                      | (3) 1 - 1 (5) | Huracán de Comodoro    |
| 14 de setembre | Deportivo Roca           | 1 - 0         | Cruz del Sur           |
| 14 de setembre | Santamarina              | 1 - 0         | Villa Mitre            |
| 15 de setembre | Alvarado                 | 1 - 2         | Unión (MdP)            |
| 14 de setembre | Rivadavia (L)            | (3) 2 - 2 (4) | Huracán (TA)           |
| 14 de setembre | Tiro Federal (R)         | (2) 2 - 2 (3) | Douglas Haig           |
| 14 de setembre | Racing (O)               | 1 - 0         | Def. de Belgrano (VR)  |
| 14 de setembre | Atlético Paraná          | 1 - 0         | Atlético San Jorge     |
| 14 de setembre | Libertad (S)             | (4) 0 - 0 (3) | 9 de Julio (R)         |
| 14 de setembre | Gimnasia y Esgrima (CdU) | 3 - 0         | Sportivo Las Heras     |
| 14 de setembre | Sarmiento (R)            | 4 - 1         | Sportivo Patria        |
| 14 de setembre | Crucero del Norte        | 2 - 1         | Guaraní Antonio Franco |
| 13 de setembre | Sportivo Belgrano        | 4 - 2         | Tiro Federal (M)       |
| 13 de setembre | Talleres (C)             | (4) 0 - 0 (3) | Sarmiento (L)          |
| 15 de setembre | Racing (C)               | 2 - 1         | Atenas (RC)            |
| 21 de setembre | Juventud Unida (SL)      | 1 - 0         | Alumni                 |
| 15 de setembre | Trinidad (SJ)            | (2) 1 - 1 (4) | Unión (VK)             |
| 14 de setembre | Deportivo Maipú          | 0 - 1         | Guaymallén             |
| 15 de setembre | Central Córdoba (SdE)    | (0) 0 - 0 (2) | Atlético Policial      |
| 14 de setembre | Joventut Antoniana       | (4) 0 - 0 (5) | Gimnasia y Tiro (S)    |
| 21 de setembre | Central Norte            | 2 - 0         | Talleres (P)           |
| 15 de setembre | San Martín (T)           | 4 - 0         | Sarmiento (SdE)        |

### Quarta eliminatòria
Els 48 equips guanyadors provinents de la Segona i Tercera Eliminatòria (25 directament afiliats i 23 indirectament afiliats) van ser sortejats tenint en compte la proximitat geogràfica per obtenir els encreuaments de partits. Els 24 equips guanyadors van classificar als 32ens de final, instància en la qual es van mesurar amb equips de Primera divisió i Primera B Nacional.

#### Zona Metropolitana
| Data           | Local             | Resultat      | Visitant               |
| -------------- | ----------------- | ------------- | ---------------------- |
| 5 d'octubre    | General Lamadrid  | 2 - 1         | Nueva Chicago          |
| 11 d'octubre   | Almagro           | 0 - 1         | Defensores de Belgrano |
| 4 d'octubre    | Argentino (M)     | (1) 1 - 1 (2) | Excursionistas         |
| 28 de setembre | Laferrere         | (3) 1 - 1 (4) | Sacachispas            |
| 28 de setembre | Tristán Suárez    | 0 - 1         | El Porvenir            |
| 12 d'octubre   | Acassuso          | (3) 0 - 0 (4) | Riestra                |
| 4 d'octubre    | Deportivo Morón   | 0 - 1         | Sarmiento (J)          |
| 12 d'octubre   | Estudiantes (BA)  | (5) 2 - 2 (3) | Cambaceres             |
| 28 de setembre | Comunicaciones    | 1 - 2         | Colegiales             |
| 5 d'octubre    | San Telmo         | (2) 0 - 0 (4) | Barracas Central       |
| 5 d'octubre    | Sportivo Italiano | (2) 1 - 1 (0) | Temperley              |
| 5 d'octubre    | Platense          | (1) 1 - 1 (3) | Villa Dálmine          |

#### Zona Interior
| Data           | Local               | Resultat      | Visitant                 |
| -------------- | ------------------- | ------------- | ------------------------ |
| 5 d'octubre    | Huracán de Comodoro | (2) 1 - 1 (4) | Racing (T)               |
| 5 d'octubre    | Huracán (TA)        | 1 - 3         | Racing (O)               |
| 28 de setembre | Santamarina         | 1 - 0         | Unión (MdP)              |
| 28 de setembre | Crucero del Norte   | (4) 1 - 1 (5) | Sarmiento (R)            |
| 28 de setembre | Atlético Paraná     | 2 - 1         | Gimnasia y Esgrima (CdU) |
| 28 de setembre | Talleres (C)        | 1 - 0         | Racing (C)               |
| 28 de setembre | Sportivo Belgrano   | 1 - 0         | Douglas Haig             |
| 28 de setembre | Unión (VK)          | (3) 2 - 2 (1) | Juventud Unida (SL)      |
| 5 d'octubre    | Deportivo Roca      | (1) 0 - 0 (4) | Guaymallén               |
| 28 de setembre | Gimnasia y Tiro (S) | 2 - 4         | Central Norte            |
| 28 de setembre | San Martín (T)      | (2) 1 - 1 (4) | Atlético Policial        |
| 28 de setembre | Libertad (S)        | 0 - 3         | Central Córdoba (R)      |

## Fase final
Va estar conformada per 64 equips: els 20 respectius de Primera Divisió i de la Primera B Nacional i els 24 classificats en la Fase Inicial. Es va disputar a diverses seus triades per l'organització, sent les principals les ciutats de Salta, San Juan i Catamarca, més alguns partits que es van jugar en Resistencia, Santa Fe, Buenos Aires, Rosario, Lanús, Banfield, José Ingenieros, Florida, Quilmes i Sarandí.
Amb els 64 participants es van formar 4 grups de 16 equips cadascun. La temporada de constitució d'aquests, es va establir un sistema de preclassificació, on es va tenir en compte la suma de punts obtinguts en els tornejos Obertura 2010 i Clausura 2011, per a la primera divisió, i pels 12 primers del Nacional B els punts obtinguts en la temporada 2010/2011. En conseqüència, Atlanta, Chacarita Juniors, Defensa y Justicia, Desamparados, Ferro Carril Oeste, Guillermo Brown, Independiente Rivadavia i Patronato van ser sortejats el dia 27 d'octubre al costat dels 24 equips provinents de la fase anterior per establir els rivals dels ja predeterminats.

### Seus
Els següents quinze estadis formen part de les seus en les quals es disputen els partits a partir dels 32ens de final, segons el que es disposa pels organitzadors.
|                                                                               |                                                                      |                                                                       |  |
|                                                                               |                                                                      |                                                                       |  |
| Estadio Padre Ernesto Martearena Ciutat: Salta Capacitat: 21.000              | Estadio Florencio Sola Ciutat: Banfield Capacitat: 34.901            | Estadio Tomás Adolfo Ducó Ciutat: Buenos Aires Capacitat: 48.000      |  |
|                                                                               |                                                                      |                                                                       |  |
| Estadio Centenario Dr. José Luis Meiszner Ciutat: Quilmes Capacitat: 30.200   | Estadio Centenario Ciutat: Resistencia Capacitat: 25.000             | Estadio Marcelo Bielsa Ciutat: Rosario Capacitat: 38.095              |  |
|                                                                               |                                                                      |                                                                       |  |
| Estadio Bicentenario Ciudad de Catamarca Ciutat: Catamarca Capacitat: 18.500  | Estadio San Juan del Bicentenario Ciutat: San Juan Capacitat: 25.286 | Estadio Julio Humberto Grondona Ciutat: Sarandí Capacitat: 16.300     |  |
|                                                                               |                                                                      |                                                                       |  |
| Estadio Ciudad de Lanús - Néstor Díaz Pérez Ciutat: Lanús Capacitat: 46.619   | Estadio Ciudad de Vicente López Ciutat: Florida Capacitat: 31.000    | Estadio Diego Armando Maradona Ciutat: Buenos Aires Capacitat: 24.800 |  |
|                                                                               |                                                                      |                                                                       |  |
| Estadio Brigadier General Estanislao López Ciutat: Santa Fe Capacitat: 40.000 | Estadio Gigante de Arroyito Ciutat: Rosario Capacitat: 41.654        | Estadio Tres de Febrero Ciutat: José Ingenieros Capacitat: 19.000     |  |

### Trenta-dosens de final
Es van disputar 8 partits en cada grup, a les diferents seus. Aquests partits es van disputar entre el 22 de novembre de 2011 i el 29 de febrer de 2012. Els guanyadors dels grups van passar als 16ens de final, dins del seu respectiu grup.

#### Grup 1
| Data           | Estadi                           | Equip 1         | Resultat      | Equip 2             |
| -------------- | -------------------------------- | --------------- | ------------- | ------------------- |
| 29 de febrer   | Padre Ernesto Martearena         | Vélez Sarsfield | 2 - 0         | Racing (T)          |
| 2 de febrer    | Padre Ernesto Martearena         | Rosario Central | 1 - 0         | Guillermo Brown     |
| 30 de novembre | Bicentenario Ciudad de Catamarca | Belgrano        | 3 - 0         | Sacachispas         |
| 23 de novembre | Padre Ernesto Martearena         | Independiente   | 4 - 0         | Colegiales          |
| 30 de novembre | Padre Ernesto Martearena         | Central Norte   | 1 - 2         | Club Olimpo         |
| 30 de novembre | Bicentenario Ciudad de Catamarca | Huracán         | (3) 0 - 0 (4) | Excursionistas      |
| 6 de desembre  | Centenario de Resistencia        | Boca Unidos     | (5) 1 - 1 (6) | Central Córdoba (R) |
| 2 de febrer    | Padre Ernesto Martearena         | Boca Juniors    | (4) 1 - 1 (3) | Santamarina         |

#### Grup 2
| Data           | Estadi                    | Equip 1                 | Resultat      | Equip 2            |
| -------------- | ------------------------- | ----------------------- | ------------- | ------------------ |
| 24 de novembre | San Juan del Bicentenario | Estudiantes (LP)        | 2 - 1         | Unión (VK)         |
| 7 de desembre  | San Juan del Bicentenario | Guaymallén              | 0 - 2         | Deportivo Merlo    |
| 22 de novembre | San Juan del Bicentenario | San Martín (SJ)         | 0 - 1         | Sarmiento (J)      |
| 30 de novembre | Gigante de Arroyito       | Colón                   | 2 - 1         | Talleres (C)       |
| 29 de novembre | Ciudad de Lanús           | Tigre                   | 4 - 2         | Defensa y Justicia |
| 30 de novembre | San Juan del Bicentenario | Desamparados            | 0 - 1         | Gimnasia (LP)      |
| 22 de novembre | San Juan del Bicentenario | Independiente Rivadavia | (3) 1 - 1 (5) | Aldosivi           |
| 7 de febrer    | Padre Ernesto Martearena  | Argentinos Juniors      | 3 - 0         | Racing (O)         |

#### Grup 3
| Data           | Estadi                           | Equip 1           | Resultat      | Equip 2                |
| -------------- | -------------------------------- | ----------------- | ------------- | ---------------------- |
| 7 de febrer    | Padre Ernesto Martearena         | Lanús             | (7) 0 - 0 (8) | Barracas Central       |
| 7 de desembre  | Bicentenario Ciudad de Catamarca | Atlético Policial | 4 - 1         | Instituto              |
| 24 de novembre | Ciudad de Lanús                  | Chacarita Juniors | 2 - 1         | Unión (SF)             |
| 23 de novembre | Bicentenario Ciudad de Catamarca | San Lorenzo       | 2 - 1         | Villa Dálmine          |
| 23 de novembre | Tomás Adolfo Ducó                | All Boys          | (3) 1 - 1 (4) | Atlanta                |
| 7 de desembre  | Bicentenario Ciudad de Catamarca | Quilmes           | (5) 0 - 0 (3) | Riestra                |
| 23 de novembre | Bicentenario Ciudad de Catamarca | Sportivo Belgrano | (5) 2 - 2 (3) | Almirante Brown        |
| 7 de desembre  | San Juan del Bicentenario        | River Plate       | 1 - 0         | Defensores de Belgrano |

#### Grup 4
| Data           | Estadi                     | Equip 1             | Resultat      | Equip 2                |
| -------------- | -------------------------- | ------------------- | ------------- | ---------------------- |
| 24 de novembre | San Juan del Bicentenario  | Godoy Cruz          | (2) 1 - 1 (4) | Sportivo Italiano      |
| 23 de novembre | Padre Ernesto Martearena   | Atlético Tucumán    | 3 - 2         | Estudiantes (BA)       |
| 30 de novembre | Brigadier Estanislao López | Atlético de Rafaela | (4) 0 - 0 (2) | Ferro Carril Oeste     |
| 30 de novembre | Tres de Febrero            | Banfield            | 2 - 1         | Atlético Paraná        |
| 30 de novembre | San Juan del Bicentenario  | Racing Club         | 2 - 0         | El Porvenir            |
| 29 de novembre | Brigadier Estanislao López | Patronato           | (5) 0 - 0 (4) | Newell's Old Boys      |
| 6 de desembre  | Centenario de Resistencia  | Sarmiento (R)       | 1 - 0         | Gimnasia y Esgrima (J) |
| 29 de febrer   | Padre Ernesto Martearena   | Arsenal             | 2 - 1         | General Lamadrid       |

### Setzens de final
Es van disputar 4 partits en cada grup, a les diferents seus. Els mateixos es van desenvolupar entre el 29 de febrer i el 29 de març de 2012. Els guanyadors van passar als vuitens de final, en el seu grup

#### Grup 1
| Data         | Estadi                    | Equip 1         | Resultat      | Equip 2         |
| ------------ | ------------------------- | --------------- | ------------- | --------------- |
| 29 de febrer | San Juan del Bicentenario | Central Córdoba | 0 - 2         | Boca Juniors    |
| 7 de març    | Pare Ernesto Martearena   | Belgrano        | 2 - 0         | Independiente   |
| 22 de març   | Ciudad de Vicente López   | Club Olimpo     | (5) 1 - 1 (4) | Excursionistas  |
| 29 de març   | Pare Ernesto Martearena   | Vélez Sarsfield | (4) 1 - 1 (5) | Rosario Central |

#### Grup 2
| Data       | Estadi                            | Equip 1     | Resultat      | Equip 2            |
| ---------- | --------------------------------- | ----------- | ------------- | ------------------ |
| 13 de març | Marcelo Bielsa                    | Colón       | 0 - 1         | Sarmiento (J)      |
| 13 de març | Centenario Dr. José Luis Meiszner | Estudiantes | (4) 0 - 0 (5) | Deportivo Merlo    |
| 28 de març | Centenario Dr. José Luis Meiszner | Aldosivi    | 0 - 2         | Argentinos Juniors |
| 20 de març | Bicentenario Ciudad de Catamarca  | Tigre       | (4) 1 - 1 (1) | Gimnasia (LP)      |

#### Grup 3
| Data       | Estadi                           | Equip 1           | Resultat      | Equip 2          |
| ---------- | -------------------------------- | ----------------- | ------------- | ---------------- |
| 6 de març  | Bicentenario Ciudad de Catamarca | Sportivo Belgrano | 0 - 2         | River Plate      |
| 14 de març | Pare Ernesto Martearena          | Chacarita Juniors | (1) 1 - 1 (3) | San Lorenzo      |
| 15 de març | Bicentenario Ciudad de Catamarca | Atlanta           | 1 - 2         | Quilmes          |
| 27 de març | Bicentenario Ciudad de Catamarca | Atlético Policial | 0 - 4         | Barracas Central |

#### Grup 4
| Data       | Estadi                           | Equip 1             | Resultat      | Equip 2          |
| ---------- | -------------------------------- | ------------------- | ------------- | ---------------- |
| 15 de març | Bicentenario Ciudad de Catamarca | Atlético de Rafaela | 2 - 0         | Banfield         |
| 20 de març | Bicentenario Ciudad de Catamarca | Sportivo Italiano   | (3) 0 - 0 (4) | Atlético Tucumán |
| 21 de març | Pare Ernesto Martearena          | Racing Club         | 3 - 1         | Patronato        |
| 21 de març | Florencio Sola                   | Sarmiento (R)       | 2 - 1         | Arsenal          |

### Vuitens de final
Es van disputar dos partits en cada grup, a les diferents seus. Els mateixos es van desenvolupar entre l'11 d'abril i el 2 de maig de 2012. Els guanyadors van passar als quarts de final.

#### Grup 1
| Data       | Estadi                           | Equip 1     | Resultat      | Equip 2         |
| ---------- | -------------------------------- | ----------- | ------------- | --------------- |
| 25 d'abril | Bicentenario Ciudad de Catamarca | Club Olimpo | (10)1 - 1(11) | Boca Juniors    |
| 25 d'abril | San Juan del Bicentenario        | Belgrano    | 1 - 2         | Rosario Central |

#### Grup 2
| Data       | Estadi                  | Equip 1         | Resultat | Equip 2            |
| ---------- | ----------------------- | --------------- | -------- | ------------------ |
| 18 d'abril | Ciudad de Vicente López | Deportivo Merlo | 2 - 1    | Sarmiento (J)      |
| 11 d'abril | Julio Humberto Grondona | Tigre           | 1 - 0    | Argentinos Juniors |

#### Grup 3
| Data       | Estadi                    | Equip 1          | Resultat    | Equip 2     |
| ---------- | ------------------------- | ---------------- | ----------- | ----------- |
| 11 d'abril | San Juan del Bicentenario | Quilmes          | 1 - 2       | River Plate |
| 2 de maig  | Diego Armando Maradona    | Barracas Central | (4)1 - 1(5) | San Lorenzo |

#### Grup 4
| Data       | Estadi                           | Equip 1             | Resultat      | Equip 2          |
| ---------- | -------------------------------- | ------------------- | ------------- | ---------------- |
| 12 d'abril | Bicentenario Ciudad de Catamarca | Atlético de Rafaela | (3) 0 - 0 (4) | Atlético Tucumán |
| 18 d'abril | Centenario de Resistencia        | Racing Club         | 2 - 0         | Sarmiento (R)    |

### Quarts de final
Es va disputar un partit entre els dos finalistes de cada grup, a les diferents seus. Els mateixos es van desenvolupar entre el 9 i el 30 de maig de 2012. Els guanyadors de cada grup van passar a les semifinals.

#### Grup 1
| Data       | Estadi                    | Equip 1      | Resultat      | Equip 2         |
| ---------- | ------------------------- | ------------ | ------------- | --------------- |
| 30 de maig | San Juan del Bicentenario | Boca Juniors | (4) 1 - 1 (2) | Rosario Central |

#### Grup 2
| Data       | Estadi          | Equip 1         | Resultat | Equip 2 |
| ---------- | --------------- | --------------- | -------- | ------- |
| 23 de maig | Tres de Febrero | Deportivo Merlo | 2 - 1    | Tigre   |

#### Grup 3
| Data       | Estadi                   | Equip 1     | Resultat | Equip 2     |
| ---------- | ------------------------ | ----------- | -------- | ----------- |
| 16 de maig | Padre Ernesto Martearena | River Plate | 2 - 0    | San Lorenzo |

#### Grup 4
| Data      | Estadi                           | Equip 1          | Resultat | Equip 2     |
| --------- | -------------------------------- | ---------------- | -------- | ----------- |
| 9 de maig | Bicentenario Ciudad de Catamarca | Atlético Tucumán | 0 - 1    | Racing Club |

### Semifinals
Les semifinals les van disputar els 4 equips guanyadors de cadascun dels grups. Es van enfrontar el guanyador del Grup 1 amb el guanyador del Grup 2, i el guanyador del Grup 3 amb el guanyador del Grup 4.

#### Semifinal 1
| Data      | Estadi                           | Equip 1      | Resultat      | Equip 2         |
| --------- | -------------------------------- | ------------ | ------------- | --------------- |
| 3 de juny | Bicentenario Ciudad de Catamarca | Boca Juniors | (5) 1 - 1 (4) | Deportivo Merlo |

#### Semifinal 2
| Data      | Estadi                   | Equip 1     | Resultat      | Equip 2     |
| --------- | ------------------------ | ----------- | ------------- | ----------- |
| 3 de juny | Padre Ernesto Martearena | River Plate | (4) 0 - 0 (5) | Racing Club |

### Final
La van disputar els equips guanyadors de les semifinals.
| Data      | Estadi                    | Equip 1      | Resultat | Equip 2     |
| --------- | ------------------------- | ------------ | -------- | ----------- |
| 8 d'agost | San Juan del Bicentenario | Boca Juniors | 2 - 1    | Racing Club |

| Campió · Boca Juniors · 2n títol |

## Golejadors
| Jugador           | Equipo            | Goles |
| ----------------- | ----------------- | ----- |
| Ramón Ábila       | Sarmiento (J)     | 3     |
| Neri Bandiera     | Sarmiento (R)     | 3     |
| Matías Recio      | Sarmiento (R)     | 3     |
| Joaquín Cabral    | Rivadavia (L)     | 3     |
| Fernando Benítez  | Atlético Paraná   | 3     |
| Mauro Conocchiari | Sportivo Belgrano | 3     |
| Gonzalo Garavano  | Atlético Tucumán  | 3     |